# Atletica leggera ai Giochi della XXXIII Olimpiade - Staffetta 4×400 metri mista
Ai Giochi della XXXIII Olimpiade la Staffetta 4×400 metri  mista si è svolta nei giorni 2 e 3 agosto 2024 presso lo Stade de France di Parigi.

Rispetto a quattro anni prima è stata introdotta una modifica. L'ordine degli staffettisti è fisso: uomo-donna-uomo-donna.

## Presenze ed assenze dei campioni in carica
| Competizione            | Atleta          | Prestazione   | Parigi 2024   |               |
| ----------------------- | --------------- | ------------- | ------------- | ------------- |
| Olimpiadi 2020          | Polonia         | 3'09"87       | Presente      |               |
| Africani 2022           | Botswana        | 3'21"85       | Non qual.     |               |
| Commonwealth 2022       | Non disputata   | Non disputata | Non disputata | Non disputata |
| Asiatici 2023           | India           | 3'14"70       | Assente       |               |
| Panamericani 2023       | Rep. Dominicana | 3'16"05       | Presente      |               |
| Mondiali 2023           | Stati Uniti     | 3'08"80       | Presenti      |               |
| Mondiali staffette 2024 | Stati Uniti     | 3'10"73       | Presente      |               |
| Europei 2024            | Irlanda         | 3'09"92       | Presente      |               |

## Risultati

### Qualificazioni
| Posiz. | Serie | Corsia | Nazione         | Atleti                                                                             | Tempo   | Note             |
| ------ | ----- | ------ | --------------- | ---------------------------------------------------------------------------------- | ------- | ---------------- |
| 1      | 1     | 6      | Stati Uniti     | Vernon Norwood, Shamier Little, Bryce Deadmon, Kaylyn Brown                        | 3:07.41 | Q,               |
| 2      | 1     | 8      | Francia         | Muhammad Kounta, Louise Maraval, Téo Andant, Amandine Brossier                     | 3:10.60 | Q,               |
| 3      | 2     | 4      | Gran Bretagna   | Samuel Reardon, Laviai Nielsen, Alex Haydock-Wilson, Nicole Yeargin                | 3:10.61 | Q,               |
| 4      | 1     | 7      | Belgio          | Jonathan Sacoor, Helena Ponette, Kévin Borlée, Naomi Van den Broeck                | 3:10.74 | Q,               |
| 5      | 2     | 6      | Paesi Bassi     | Eugene Omalla, Lieke Klaver, Isaya Klein Ikkink, Cathelijn Peeters                 | 3:10.81 | Q                |
| 6      | 1     | 2      | Giamaica        | Reheem Hayles, Junelle Bromfield, Zandrion Barnes, Stephenie Ann McPherson         | 3:11.06 | q,               |
| 7      | 1     | 5      | Polonia         | Maksymilian Szwed, Marika Popowicz-Drapała, Karol Zalewski, Justyna Święty-Ersetic | 3:11.43 | q,               |
| 8      | 2     | 3      | Italia          | Luca Sito, Anna Polinari, Edoardo Scotti, Alice Mangione                           | 3:11.59 | Q                |
| 9      | 2     | 5      | Nigeria         | Samuel Ogazi, Ella Onojuvwevwo, Ifeanyi Emmanuel Ojeli, Patience Okon George       | 3:11.99 | Record nazionale |
| 10     | 2     | 7      | Irlanda         | Christopher O'Donnell, Sophie Becker, Thomas Barr, Sharlene Mawdsley               | 3:12.67 |                  |
| 11     | 1     | 9      | Svizzera        | Charles Devantay, Giulia Senn, Lionel Spitz, Yasmin Giger                          | 3:12.77 | Record nazionale |
| 12     | 1     | 3      | Kenya           | David Kapirante, Veronica Mutua, Boniface Mweresa, Mercy Chebet                    | 3:13.13 |                  |
| 13     | 1     | 4      | Bahamas         | Wendell Miller, Javonya Valcourt, Alonzo Russell, Quincy Penn                      | 3:14.58 |                  |
| 14     | 2     | 2      | Ucraina         | Oleksandr Pohorilko, Tetyana Melnyk, Danylo Danylenko, Maryana Shostak             | 3:15.51 |                  |
| 15     | 2     | 9      | Germania        | Jean Paul Bredau, Alica Schmidt, Manuel Sanders, Eileen Demes                      | 3:15.63 |                  |
| 16     | 2     | 8      | Rep. Dominicana | Erick Joel Sánchez, Milagros Durán, Robert King, Anabel Medina                     | 3:18.39 |                  |

### Finale

Video della Finale

| Pos.    | Corsia | Nazioni       | Atleti                                                                           | Tempo   | Note             |
| ------- | ------ | ------------- | -------------------------------------------------------------------------------- | ------- | ---------------- |
| Oro     | 7      | Paesi Bassi   | Eugene Omalla, Lieke Klaver, Isaya Klein Ikkink, Femke Bol                       | 3:07.43 | Record europeo   |
| Argento | 5      | Stati Uniti   | Vernon Norwood, Shamier Little, Bryce Deadmon, Kaylyn Brown                      | 3:07.74 |                  |
| Bronzo  | 8      | Gran Bretagna | Samuel Reardon, Laviai Nielsen, Alex Haydock-Wilson, Amber Anning                | 3:08.01 | Record nazionale |
| 4       | 4      | Belgio        | Alexander Doom, Helena Ponette, Jonathan Sacoor, Naomi Van den Broeck            | 3:09.36 | Record nazionale |
| 5       | 2      | Giamaica      | Reheem Hayles, Junelle Bromfield, Zandrion Barnes, Stephenie Ann McPherson       | 3:11.67 |                  |
| 6       | 9      | Italia        | Luca Sito, Giancarla Trevisan, Edoardo Scotti, Alice Mangione                    | 3:11.84 |                  |
| 7       | 3      | Polonia       | Maksymilian Szwed, Justyna Święty-Ersetic, Karol Zalewski, Alicja Wrona-Kutrzepa | 3:12.39 |                  |
| Squal.  | 6      | Francia       | Muhammad Abdallah Kounta, Louise Maraval, Fabrisio Saidy, Amandine Brossier      | 3:10.84 |                  |